# Cristália
Cristália es un municipio brasilero del estado de Minas Gerais. Su población estimada en 2004 era de 5.881 habitantes.